# Mémorial de l'ancien cimetière juif de Salonique
Le mémorial de l'ancien cimetière juif de Salonique situé sur le campus de l'Université Aristote de Thessalonique a été créé en 2014 pour commémorer la destruction du cimetière juif de la ville pendant la Seconde Guerre mondiale.

## Description
Le mémorial a été conçu par l'architecte grec Konstantínos Lentáris. Il est situé dans le parc de l'observatoire de l'université.
L’œuvre est constituée d'une menorah à sept branches, d'une étoile de David et de six pierres tombales provenant de l'ancien cimetière. Ces divers éléments sont disposés en oblique pour symboliser la destruction de la nécropole en 1942. En regard des pierres tombales sont placées des plaques monolithes sur lesquelles on peut lire un ensemble de textes déclinés en cinq langues : grec, hébreu, judéo-espagnol, français, et anglais. Ces textes rappellent l'existence du vaste cimetière pluri-centenaire de la communauté sépharade de Salonique détruit à partir de décembre 1942 par les Nazis et leurs collaborateurs ainsi que la disparition de cette communauté victime de la Shoah. Il est aussi indiqué que l'université a été édifiée sur les décombres de la nécropole.
Le site n'est pas aisé à localiser, aucune signalisation ne dirigeant le visiteur vers le mémorial. Le campus étant fermé en été, le mémorial est peu accessible aux touristes qui se rendent surtout à Thessalonique en période estivale. Par ailleurs, on ne trouve pas mention du mémorial ou du cimetière dans la rubrique "Histoire" du site web de l'université.

## Histoire
La Menorah en flammes, créée en 1997 et installée sur la place Eleftherías en 2006, est le premier mémorial de la Shoah installé dans l'espace public en Grèce. Cette création marque une évolution des pouvoirs publics à Thessalonique et dans le reste du pays concernant la Shoah après cinquante ans de silence.
L'élection d'un maire progressiste, Yiánnis Boutáris (2011-2019), marque une nouvelle évolution. Ce dernier souhaite mettre en valeur le passé multiculturel de la ville. La communauté juive de Thessalonique peut donc, en collaboration avec l'Université Aristote et avec le soutien du maire, faire ériger ce monument en 2014.
Yiánnis Boutáris inaugure le mémorial le 9 novembre 2014. Sont présents Geórgios Orfanós, ministre de Macédoine et de Thrace (en), l'ambassadrice israélienne Irit Ben-Abba (en), le président de la communauté juive David Saltiel, le recteur de l'université Pericles Mitkas (en).
Le mémorial a été victime de vandalismes à de multiples reprises comme cela a aussi été le cas pour la Menorah en flammes. En 2018, il est vandalisé deux fois en une semaine. En 2019, il est presque entièrement démoli par des vandales à quelques jours de la Journée internationale dédiée à la mémoire des victimes de l'Holocauste.